# Benoit (cratère)
Pour les articles homonymes, voir Benoit.
Benoit est un cratère d'impact présent sur la surface de Mercure. 
Le cratère fut ainsi nommé par l'Union astronomique internationale en 2009 en hommage au peintre haïtien Rigaud Benoit. 
Son diamètre est de 40 km. Il se situe dans le quadrangle d'Eminescu (quadrangle H-9) de Mercure. 